# Obaku
Obaku je jedna od tri glavne zen škole japanskog budizma (uz soto i rinzai).
Оbaku zen školu je Ingen preneo iz Kine u XVII veku. Obaku kombinuje koan meditaciju sa praktikovanjem škole čiste zemlje. No, za razliku od jodo šu ućenja, Amida se ne smatra transcendentnim bodisatvom. Ne postoji Amida izvan uma. Poput koana, recitovanje nembutsua je praksa koja nam pomaže da vidimo sopstvenu prirodu i postignemo probuđenje.

## Literatura
- Enciklopedija živih religija, Nolit, Beograd. 2004.  978-86-19-02360-3.
- Kembridžova ilustrovana istorija religije, Stylos, Novi Sad. 2006.  978-86-7473-281-6.